# Хао Хайдун
Хао Хайдун (кит.: 郝海东, нар. 25 серпня 1970, Ціндао) — китайський футболіст, що грав на позиції нападника.
Виступав, зокрема, за клуби «Баї» та «Далянь Шиде», а також національну збірну Китаю.

## Клубна кар'єра
Народився 25 серпня 1970 року в місті Ціндао. Вихованець футбольної школи клубу «Баї». Дорослу футбольну кар'єру розпочав 1986 року в основній команді того ж клубу, в якій провів десять сезонів. 
Своєю грою за цю команду привернув увагу представників тренерського штабу клубу «Далянь Шиде», до складу якого приєднався 1997 року. Відіграв за далянську команду наступні сім сезонів своєї ігрової кар'єри. У складі «Далянь Шиде» був одним з головних бомбардирів команди, маючи середню результативність на рівні 0,6 голу за гру першості.
Протягом 2004—2006 років перебував у розпорядженні англійського «Шеффілд Юнайтед», проте через травми та проблеми з формою жодної гри за команду цього клубу не провів.
Завершив професійну ігрову кар'єру на батьківщині у клубі «Ченду Блейдс», за команду якого виступав протягом 2007—2008 років.

## Виступи за збірну
У 1992 році дебютував в офіційних матчах у складі національної збірної Китаю. Протягом кар'єри у національній команді, яка тривала 13 років, провів у формі головної команди країни 91 матч, забивши 32 голи.
У складі збірної був учасником кубка Азії з футболу 1992 року в Японії, на якому команда здобула бронзові нагороди, кубка Азії з футболу 1996 року в ОАЕ, чемпіонату світу 2002 року в Японії і Південній Кореї, кубка Азії з футболу 2004 року у Китаї, де разом з командою здобув «срібло».

## Титули і досягнення
- Чемпіон Китаю: 1986, 1997, 1998, 2000, 2001, 2002
- Володар Кубка Китаю: 1990, 2001
- Володар Суперкубка Китаю: 1996, 2000, 2002

Збірні
- Бронзовий призер Азійських ігор: 1998
- Срібний призер Кубка Азії: 2004
- Бронзовий призер Кубка Азії: 1992

Особисті
- Футболіст року в Китаї: 1998
- Найкращий бомбардир Чемпіонату Китаю: 1997, 1998, 2001